# Sayed Yusuf
Sayed Mohamed Yusuf (1895. — 8. prosinca 1979.) je bivši indijski hokejaš na travi. 
Osvojio je zlatno odličje na hokejaškom turniru na Olimpijskim igrama 1928. u Amsterdamu igrajući za Britansku Indiju. Odigrao je 4 susreta na mjestu veznog igrača.

## Vanjske poveznice
- Profil na Database Olympics